# Roman Kokoshko
Roman Kokoshko (né le 16 août 1996) est un athlète ukrainien, spécialiste du lancer du poids. 

## Biographie
En mars 2023, il remporte la médaille de bronze des championnats d'Europe en salle à Istanbul, en établissant un nouveau record d'Ukraine en salle avec 21,84 m. Il remporte quelques jours plus tard la coupe d'Europe des lancers à Leiria au Portugal avec la marque de 21,52 m.

## Palmarès
| Date | Compétition                    | Lieu     | Résultat | Marque  |
| ---- | ------------------------------ | -------- | -------- | ------- |
| 2023 | Championnats d'Europe en salle | Istanbul | 3e       | 21,84 m |
| 2023 | Coupe d'Europe des lancers     | Leiria   | 1er      | 21,52 m |

## Records
| Épreuve         | Épreuve   | Marque       | Lieu     | Date         |
| --------------- | --------- | ------------ | -------- | ------------ |
| Lancer du poids | Plein air | 21,52 m      | Leiria   | 12 mars 2023 |
| Lancer du poids | En salle  | 21,84 m (NR) | Istanbul | 3 mars 2023  |